# ERDAS Imagine
ERDAS IMAGINE — растровый графический редактор и программный продукт, первоначально разработанный компанией ERDAS Inc., и предназначенный для обработки данных дистанционного зондирования (в основном, данных ДЗЗ). В настоящее время продукт выпускает корпорация Intergraph. Продукт предназначен для работы с растровыми данными. Он позволяет обрабатывать, выводить на экран монитора и подготавливать для дальнейшей обработки в программных приложениях ГИС и САПР различные картографические изображения. ERDAS IMAGINE может также работать в режиме инструментального средства (Toolbox), позволяющего производить многочисленные преобразования растровых картографических изображений и одновременно способного снабжать их географической информацией.
Манипулируя значениями растровых данных и их географической позицией, можно обнаружить особенности местности, которые в нормальных условиях никогда не просматриваются, определять географические координаты этих объектов, которые при других условиях представляли ли бы из себя исключительно объекты графики. Уровень яркости или уровень отраженного света от поверхности Земли на конкретном изображении является ценной информацией при анализе состава минералов или растительности этой поверхности. Другим примером анализа изображений является извлечение линейных объектов, разработка пространственной модели обработки данных (spatial modeler), перевод данных из одного формата в другой (import/export), ортотрансформирование, составление мозаики из изображений, получение стерео изображений и автоматическое извлечение географических данных.

## История создания продукта
Ещё до создания полного спектра продуктов под общим названием ERDAS IMAGINE, компания ERDAR Inc. разработала несколько программных приложений для обработки изображений, получаемых с различных сенсоров AVHRR, Landsat MSS, Landsat TM и SPOT. Результатом такой обработки становились карты землепользования, карты изменения площадей лесных насаждений, а также помощь в нахождении нефтяных месторождений. Изначально программное обеспечение ERDAS IMAGINE было написано на языке Фортран. Постепенно обновляясь, оно претерпело ряд существенных изменений с целью добавления поддержки различных оптических, радарных и других сенсоров, и, в результате, было переписано на язык C, а затем и на C++.

### ERDAS 4
Первая версия ERDAS была выпущена в 1978 году на компьютере Cromemco, основанном на 8-битном процессоре Zilog Z80, под управлением операционной системы C-DOS. Система была встроена в рабочий стол и состояла из одного цветного монитора с разрешением 256 на 256 пикселов, одного чёрно-белого монитора и 2 8-дюймовых флоппи-дисков, служащих, один для программного обеспечения, а другой для записи данных. Некоторое время спустя была добавлена доска для цифрования (дигитайзер) и жёсткий диск, который не применялся ранее на компьютерах такого размера. Интересно, что использованный жёсткий диск фирмы CDC-Wren был размером с небольшую стиральную машину и позволял записывать до 80 МВ встроенной информации, а также 16 МВ выносной. После того как жёсткий диск был вмонтирован в станцию, инженеры компании ERDAS были вынуждены вырезать существенный кусок задней стенки стола для подвода различных кабелей.

### ERDAS 400
В 1980 году ERDAS Inc. разработала ERDAS 400. На своей ранней стадии эта система представляла собой разработанную «под ключ» компьютеризованную систему мониторинга и управления лесными насаждениями для штата Нью-Йорк. В то время аппаратное обеспечение, аналогичное по своим функциям ERDAS 400 по доступной цене промышленностью не выпускалось, и компании ERDAS пришлось разработать несколько собственных печатных плат для обеспечения правильного функционирования системы ERDAS 400. В период с 1980 по 1982 год, несколько модификаций данной системы было поставлено в космическое агентство США (NASA), Лесную службу Министерства сельского хозяйства США (US Forest Service) а также в Агентство защиты окружающей среды штата Иллинойс и т. д.

### ERDAS 7.x
ERDAS 7.0 был выпущен в ноябре 1982 года. По сравнению с дизайном «под ключ», осуществлённым в ERDAS 400, система ERDAS 7.0 базировалась на персональном компьютере IBM PC c операционной системой MS DOS. Система осуществляла работу в консольном режиме с добавлением небольшого меню, помогающего пользователю осуществлять подготовку изображений для работы в ГИС. В январе 1983 года Департаменту географии университета Южной Каролины была продана первая лицензия программного обеспечения ERDAS 7.2. В последующие годы было выпущено ещё несколько версий программного продукта ERDAS 7.x (ERDAS 7.5 стала последней в этом ряду), что совпало с началом широкого использования технологий дистанционного зондирования в различных федеральных и окружных агентствах США, а также в университетах, занимающихся наблюдениями за изменениями природных ресурсов.
В 1988 году к программному продукту ERDAS 7.3 была добавлена возможность работать с ESRI ARC/INFO в режиме реального времени. Эта функция получила название «ERDAS-ARC/INFO Live Link» и позволила картографическому сообществу использовать одновременно обе технологии: ERDAS — для высококачественной визуализации о обработки изображений и ESRI — для работы с ГИС. С этого момента взаимоотношения между ERDAS и ESRI только усиливались как на техническом уровне, так и на уровне управления. Другим немаловажным фактором, способствовавшим сближению двух компаний, была совместная учёба основателя ESRI Джека Данжермона (Jack Dangermond) и основателей и одновременно директоров компании ERDAS Лори Джордана (Lawrie Jordan) и Брюса Радо (Bruce Rado) в Гарвардской Школе. Заключительной версией ряда ERDAS 7.x стала версия ERDAS 7.5, представляющая полностью законченный готовый продукт, все функции которого вошли в последующую версию ERDAS IMAGINE.

### ERDAS Imagine
Продукт ERDAS IMAGINE впервые был представлен широкой публике в октябре 1991 года и выпущен как версия 8.0 в свет в феврале 1992 года. Это версия была разработана под Sun Workstation c операционной системой SunOS и уже основывалась на графическом (Graphical User Interface), а не консольном интерфейсе, который помогал в визуализации изображений при картографировании, отображении векторных данных, созданию карт и т. д. Практически все функции версии ERSAS 7.5 постепенно переходили сначала в ERDAS 8.01, затем в версию 8.02, с тем, чтобы уже в версии ERDAS IMAGINE 8.1 окончательно интегрировать все свойства и функции ERDAS 7.5.
Взаимоотношения между продуктами ERDAS и ARC/INFO, которое началось с функции «ERDAS-ARC/INFO Live Link» было продолжено вплоть до версии ERDAS IMAGINE 8.2, выпущенной в феврале 1993 года, когда ERDAS впервые выпустил Векторный модуль (IMAGINE Vector Module). Этот модуль был полностью разработан инженерами компании ERDAS, но лицензирован под формат данных ESRI Arc Coverage. Этот модуль стал одним из наиболее популярных в серии продуктов ERDAS IMAGINE вплоть до выхода версии ERDAS IMAGINE 9.3 в сентябре 2008 года. В ноябре 1992 года компания ERDAS разработала Радарный модуль. Свойства этого модуля, который сейчас носит название «Radar Interpreter», обновлялись практически ежегодно.

### ERDAS Imagine Spatial Modeler
В 1990 году в версии ERDAS 7.5 впервые был представлен язык и одновременно новый модуль GIS Modeling (GISMO). Язык GISMO был создан с целью разработки сложных пространственных моделей на основе картографической алгебры Дэны Томлин. В 1992 году, одновременно с выходом версии ERDAS IMAGINE 8.0, GISMO модуль превращается в язык Spatial Modeler scripting language. Немногим позже в 1993 году компания ERDAS предложила новый скрипт язык Model Maker, как графическое расширение к модулю Spatial Modeler, позволяющее создавать различные графические модели обработки данных. В 2004 году компания ESRI также выпустила очередную версию своего базового продукта ArcGIS c новым модулем Model Builder, что, по сути, явилось адаптацией идеи, заложенной компанией ERDAS в модуль Model Maker.

### ERDAS Imagine Softcopy Photogrammetry
В декабре 1991 года компания ERDAS выпустила в свет новый модуль для IMAGINE 7.5 — «ERDAS Digital Ortho». Этот модуль стал одним из первых коммерческих фотограмметрических пакетов. Позже модуль стал частью версии 8.0.1 со слегка изменённым именем «IMAGINE Digital Ortho», а затем, в версии 8.0.2, стал называться «IMAGINE OrthoMAX». Выпуск этого модуля позволил расширить рынок традиционных пользователей дистанционного зондирования и ГИС пользователями-фотограмметристами. В январе 1998 года в версии ERDAS IMAGINE 8.3.1 OrthoMAX был улучшен и переименован в OrthoBASE. Одновременно с выходом OrthoMAX в основное ядро IMAGINE была встроена возможность фотограмметрической работы с одиночными снимками. Все эти усилия дали возможность ГИС пользователям проводить ортотрансформирование изображений на непромышленной основе.